# روساریو پی
روساریو پی (کاتالونیایی: Rosario Pi؛ ۱۸۹۹ – ۱۹۶۷) یک کارگردان فیلم و فیلم‌نامه‌نویس اهل اسپانیا بود. با اکران فیلم «گربه وحشی» در سال ۱۹۳۶، او به یکی از پیشگامان زن سینمای اسپانیا تبدیل شد، در کنار النا ژردی و النا کورتسینا. او همچنین فیلم «آسیاب‌های بادی» را کارگردانی کرد. شرکت فیلم‌سازی او با نام استار فیلمز، نخستین فیلم‌های ناطق اسپانیا را تهیه کرد.

## زندگی‌نامهٔ مختصر
روساریو پی در سال ۱۸۹۹ در بارسلون و در خانواده‌ای متولد شد که صاحب کارخانه نساجی در سابادل بودند. او از کودکی دچار لنگی در راه رفتن بود (که به گفته مورخان، احتمالاً ناشی از ابتلا به فلج اطفال بود).
در جوانی، راه خود را به‌عنوان یک کارآفرین آغاز کرد و کسب‌وکار لباس زیر زنانه‌ای را در بارسلون راه‌اندازی کرد. پس از شکست این کسب‌وکار در سال ۱۹۲۹، به مادرید نقل مکان کرد و وارد صنعت نوپای سینما شد. او شرکت تولید فیلمی به نام استار فیلمز تأسیس کرد. استار فیلمز نخستین فیلم‌های ناطق اسپانیا را تولید کرد. در سال ۱۹۳۵ نخستین فیلمش را به‌عنوان کارگردان با عنوان گربه وحشی ساخت که در سال ۱۹۳۶ اکران شد؛ اقتباسی از اپرتی به همین نام اثر مانوئل پنیا مورنو. پس از آن، در سال ۱۹۳۷ و در جریان جنگ داخلی اسپانیا، برای ساخت دومین فیلم بلند خود آسیاب‌های بادی به بارسلون بازگشت. با این حال، تقریباً فعالیت سینمایی او در همین‌جا پایان یافت و او به اجبار به ایتالیا تبعید شد. متأسفانه فیلم آسیاب‌های بادی با بازی ماریا مرکاده اکنون مفقود شده است. در رم، به عنوان مدیر برنامه‌های  ماریا مرکاده فعالیت کرد؛ بازیگری که به‌زودی به یکی از ستارگان استودیوهای فیلم‌سازی چینه‌چیتا تبدیل شد. برخی منتقدان بر این باورند که پی بروخاس به فعالیت سینمایی خود در رم ادامه داد و کارگردان بی‌نام فیلم نیروی بی‌رحم (۱۹۴۰) بوده است. به گفته ماخی کروسِیِس و جوردی سباستین، او پس از بازگشت به مادرید، رستورانی راه انداخت و با نام مستعار «ریسپای» به‌عنوان روزنامه‌نگار فعالیت کرد. اما به گفته مارتین-مارکز، او در عوض در کازا مابل مشغول به کار شد؛ خانه طراحی مدی که لباس‌هایی برای صنعت سینما تولید می‌کرد و لباس‌های آنا ماریسکال را می‌دوخت. جالب آن‌که آنا ماریسکال بازیگری بود که چند سال بعد، جای روساریو پی را به‌عنوان تنها زن فیلم‌ساز اسپانیا گرفت.
از دیگر فیلم‌های او می‌توان به «دوازده مرد و یک زن» (۱۹۳۴) اشاره نمود.